# История почты и почтовых марок Украинской ССР

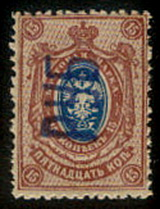
Провизорий Харькова (1920): надпечатка «РУБ» на стандартной марке Российской империи семнадцатого выпуска

История почты и почтовых марок Украинской Советской Социалистической Республики (УССР) включает ранний период (1919—1923), с выпусками собственных почтовых марок и провизориев, и период после образования Советского Союза, когда на территории Украины стала действовать общесоюзная почтовая система. Украинская ССР являлась индивидуальным членом Всемирного почтового союза (1947).

## Ранний период
В результате провозглашения в конце 1917 — начале 1918 года Советской власти на востоке и юге Украины 17—19 марта 1918 года была создана Украинская Советская Республика со столицей в Харькове. После поражения Германии и в ходе Гражданской войны Советская власть была восстановлена, и 10 марта 1919 года в Харькове была образована Украинская Социалистическая Советская Республика (с 1937 года — Украинская Советская Социалистическая Республика).
С 10 мая 1919 года на территории Украинской ССР были введены единые с РСФСР почтовые правила и тарифы на все виды почтовых, телеграфных и радиотелеграфных отправлений.

### Местные переоценки почтовых марок
Последующие частые изменения почтовых тарифов и невозможность обеспечить почтовое обращение марками необходимого достоинства вынуждали почтовые отделения прибегать к периодической переоценке марок, имеющихся в наличии. На Украине переоценивались как почтовые и сберегательные марки Российской империи, так и собственных выпусков (оригинальных рисунков и с надпечаткой трезубца). Указания Народного комиссариата почт и телеграфов (НКПТ) РСФСР не предусматривали каких-либо надпечаток. Однако в отдельных почтовых конторах для защиты экономических интересов ведомства по собственной инициативе делались контрольные надписи и надпечатки.
С 1920 по 1922 год провизории были выпущены в следующих населённых пунктах Украинской ССР: Ахтырка, Екатеринослав, Тепловка, Черкассы — переоценивающая надпись чернилами и карандашом (Тепловка); Киев, Ладыжин, Лянцкорунь, Святошино, Тульчин, Харьков — надпечатка ручным штемпелем. В частности, в 1920 году в Харькове были сделаны надпечатки «РУБ» на 13 украинских провизориях и на российских почтовых марках, а в 1922 году в Киеве — новые номиналы на российских государственных сберегательных марках.

## В составе СССР

### Почтово-благотворительный выпуск УССР
В 1922 году постановлением ВЦИК был упразднён ЦК Помгол, а для ликвидации последствий голода был образован ЦК Последгол. В том же году НКПТ удовлетворил просьбу Укрвнешторга и ЦК Последгол Всеукраинского центрального исполнительного комитета (ВУЦИК), дав согласие издать на Украине свои почтово-благотворительные марки для сбора средств для борьбы с последствиями голода.
Марки печатались в Германии, в Берлинской государственной типографии и в начале 1923 года были доставлены в количестве 1 млн экземпляров в Харьков. Их изготовляли методом офсетной печати по рисункам А. В. Маренкова и Б. Порай-Кошица. Серия состоит из четырёх марок, на которых изображены следующие аллегорические сюжеты: 10 + 10 карбованцев — призрак смерти; 90 + 30 карбованцев — крестьянин, разоруживший смерть; 150 + 50 карбованцев — Украина, распределяющая хлеб; на марке номиналом 20 + 20 карбованцев был изображён портрет Т. Шевченко. По условиям заказа марки должны были изготовляться на обычной бумаге, но типография вначале печатала их на бумаге с водяным знаком, употреблявшейся для марок Вюртемберга.
Надбавка к номиналу шла в пользу фонда помощи пострадавшему от неурожая населению. Согласно циркулярному распорядку НКПТ от 22 июня 1923 года за № 11/907, почтово-благотворительные марки поступили в почтовое обращение только на территории УССР. Эта серия была в продаже с 25 июня по 11 августа 1923 года в девяти городах: Харькове, Полтаве, Екатеринославе, Бахмуте, Одессе, Виннице, Житомире, Киеве и Чернигове. Они применялись для оплаты как внутренней, так и международной корреспонденции. Обязательным условием являлось требование, чтобы корреспонденция оплачивалась почтово-благотворительными марками, однако на почтовых отправлениях они встречается редко.
| Почтово-благотворительные марки Украинской ССР (1923) |
| ----------------------------------------------------- |
|                                                       |

### Советская почта
После 1923 года в Украинской ССР не выходили самостоятельные почтовые марки, а использовались марки Советского Союза, хотя УССР в 1947 году стала индивидуальным членом Всемирного почтового союза.
Почтовые отправления на территории УССР гасились почтовыми штемпелями на украинском и русском языках.

Примеры календарных штемпелей и почтовых отправлений Украинской ССР
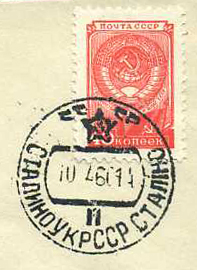
1960: Сталино
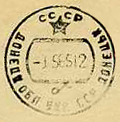
1965: Донецк
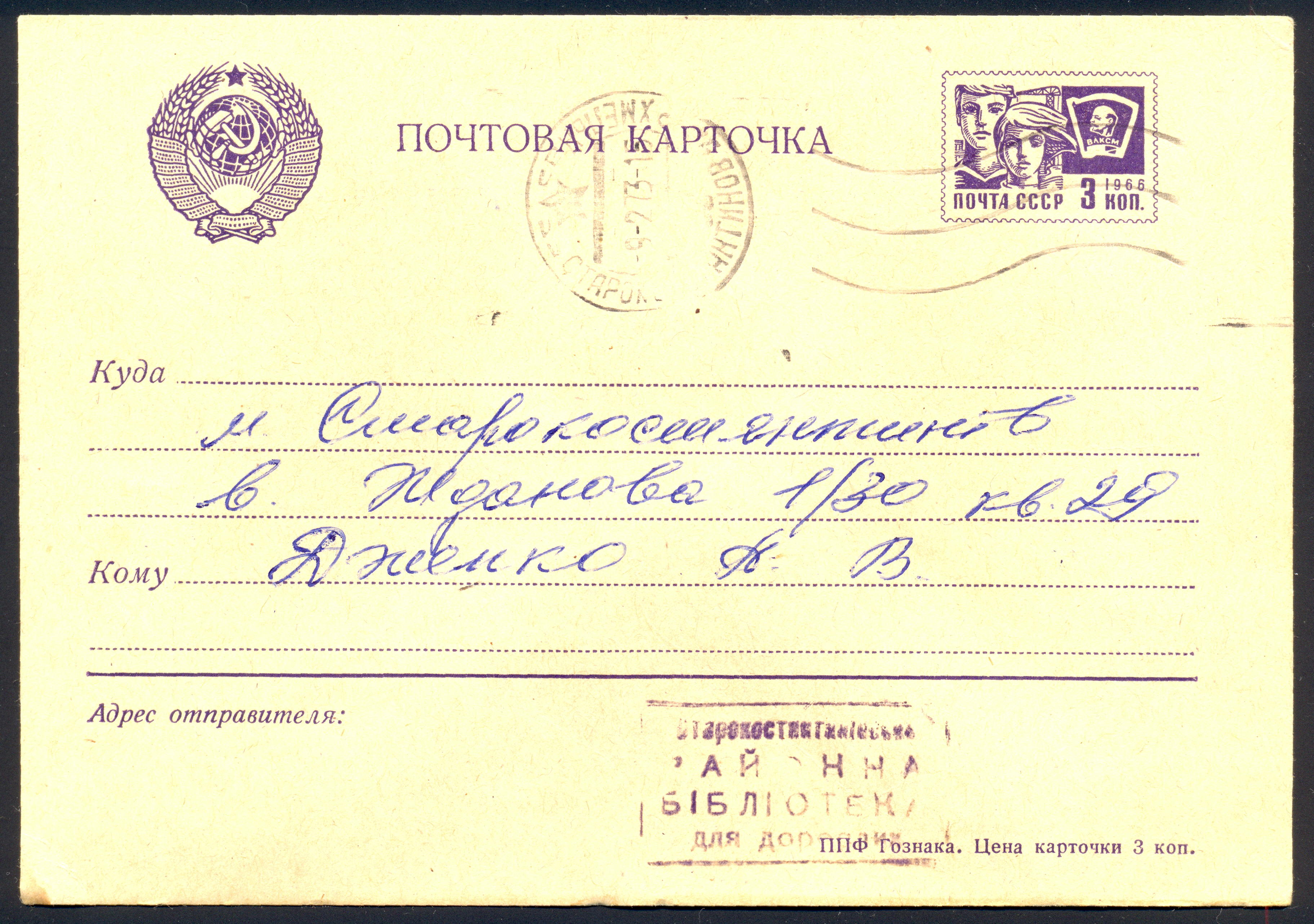
1966: Староконстантинов Хмельницкой области (маркированная почтовая карточка)
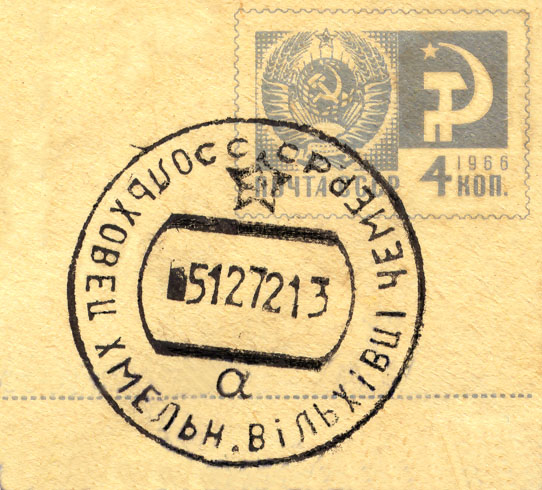
1972: Ольховец Хмельницкой области
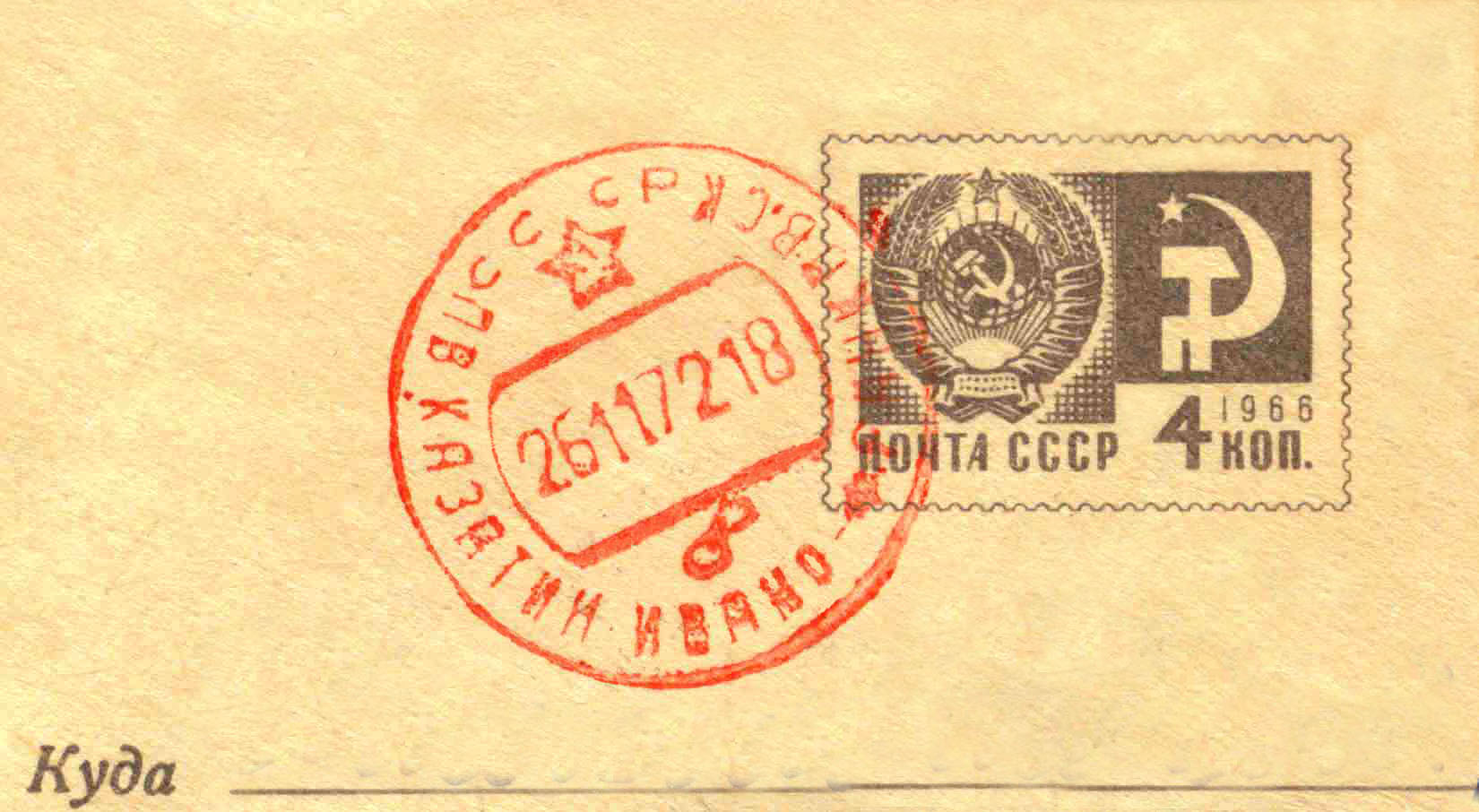
1972: почтовый вагон Казатин — Ивано-Франковск
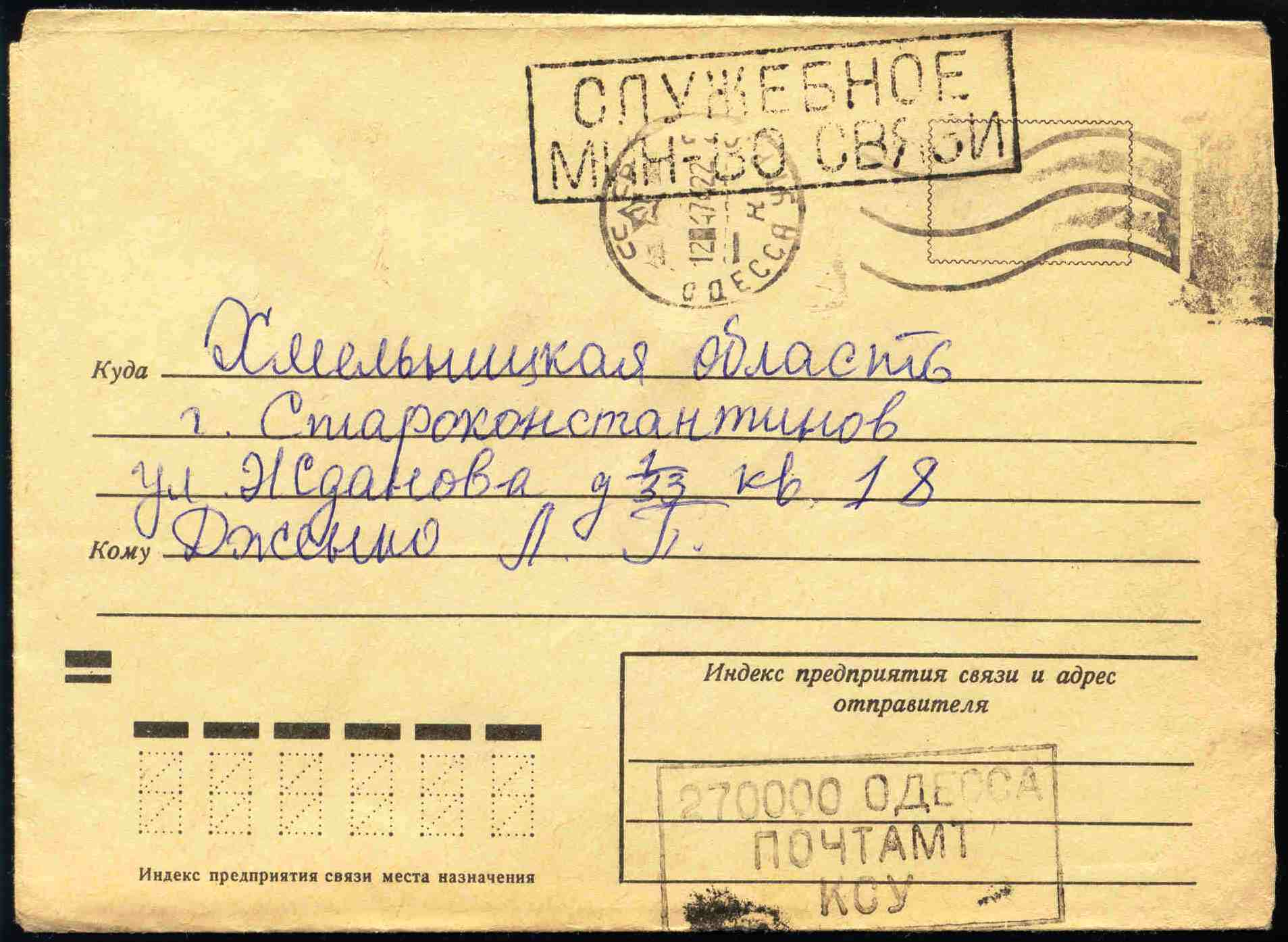
1975: Одесса (служебный конверт)
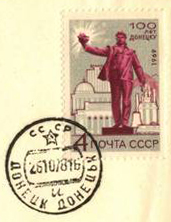
1978: Донецк
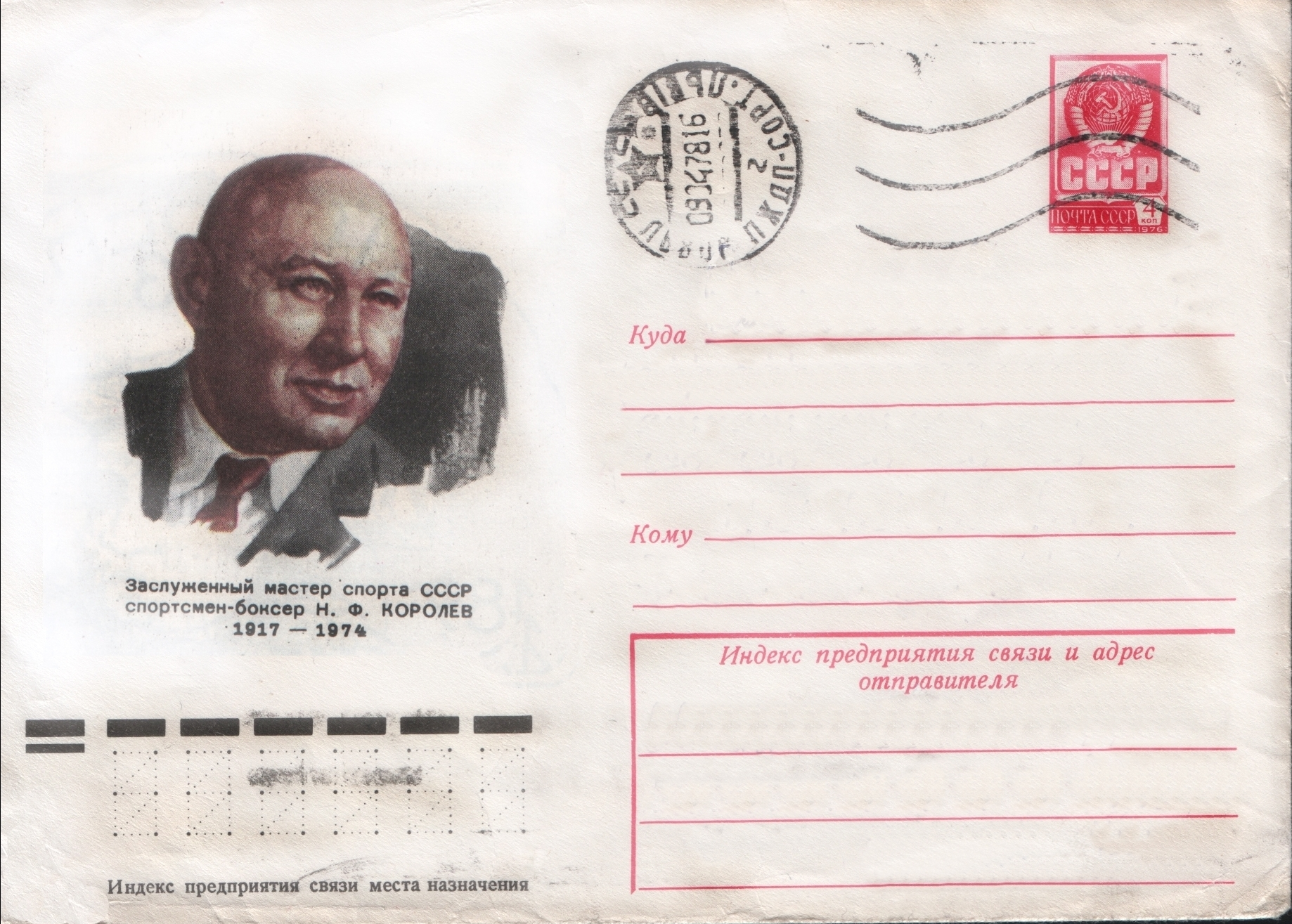
1978: Львов (простое письмо)
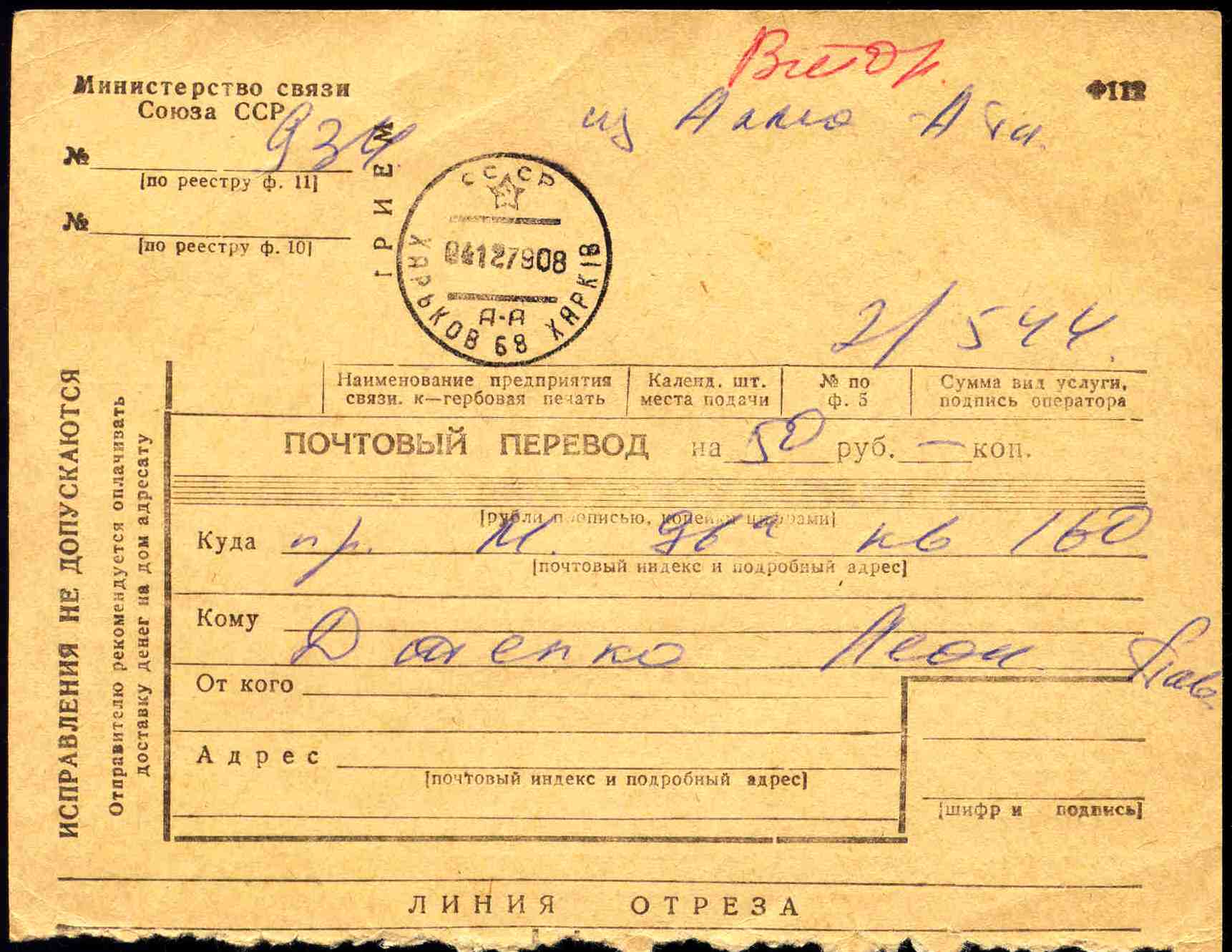
1979: Харьков (почтовый перевод)
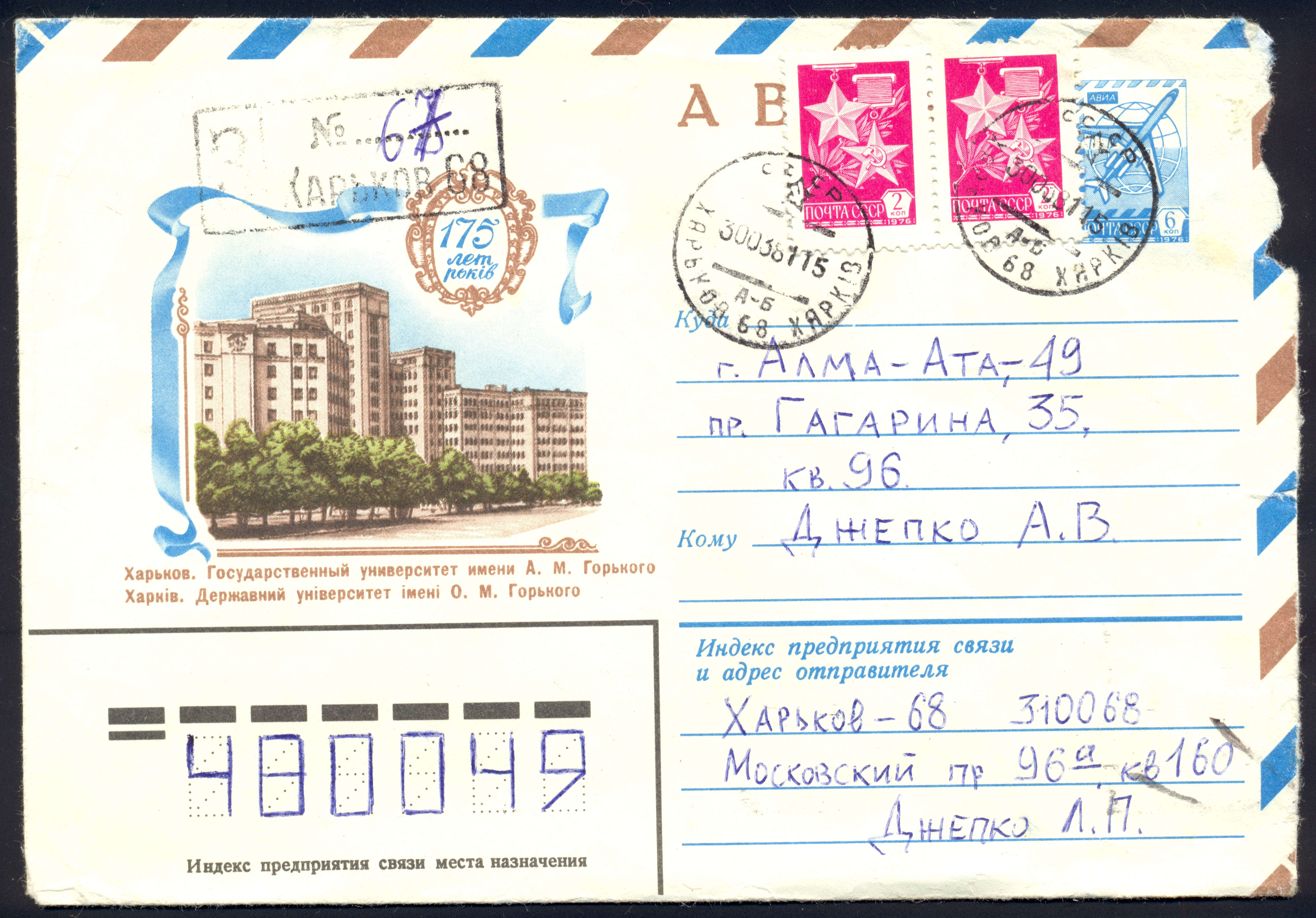
1981: Харьков (заказное авиапочтовое письмо)

### Почтовые индексы
С 1932 по 1939 год на Украине впервые в мире применялась система почтовой индексации. Она подразумевала использование специального почтового кода — «индекса» — в виде «число—буква—число», например, 12У1, 14У8 и т. п. При этом буква «У» посредине кода означала «Украина», первое число — Киев, для которого были предусмотрены числа от 11 до 20, а число в конце — более мелкий почтовый район. В Харькове, который в то время был столицей УССР и где в 1932 году был издан специальный указатель украинских почтовых индексов, индексы начинались с чисел от 1 до 10. Упразднение системы почтовых индексов связывают с началом Второй мировой войны.
|  |  |

С 1970 года на Украине, как и повсеместно в СССР, была введена автоматическая сортировка почтовых отправлений, в связи с чем стали использоваться шестизначные почтовые индексы, которые наносились с помощью индексной сетки на конвертах и почтовых карточках, выпускавшихся Министерством связи СССР.